# Сова-голконіг плямиста
Сова́-голконі́г плямиста (Ninox connivens) — вид совоподібних птахів родини совових (Strigidae). Мешкає в Австралазії.

## Опис

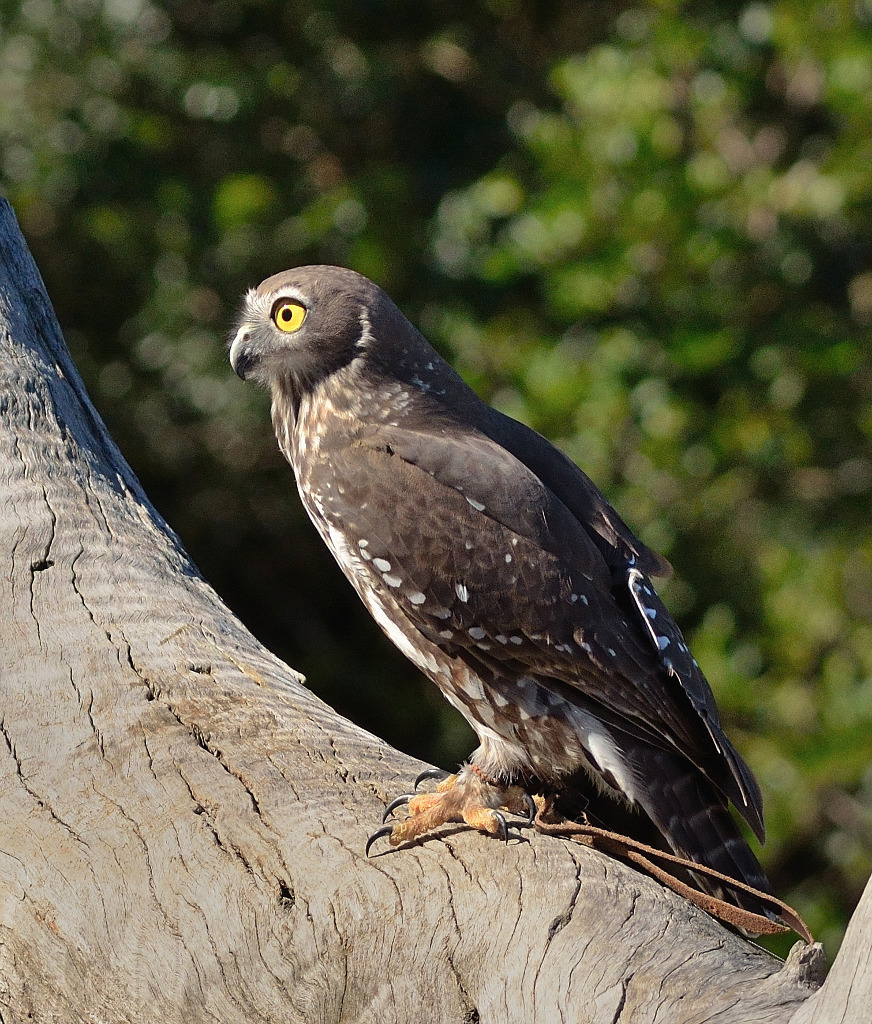
Плямиста сова-голконіг

Довжина птаха становить 28-44 см, розмах крил 85-120 см, вага 380-960 г, переважно 245-510 г. Довжина хвоста становить 14,3-19,8 см. Самці є важчими за самиць на 8-10%, за розмірами вони різняться незначно. В Австралії представники північних популяцій мають менші розміри, ніж представники південних.
Лоб, тім'я і лицевий диск у плямистих сов-голконогів сірувато-коричневі. Верхня частина тіла дещо більш сіра. Верхні покривні пера крил попелясто-сірувато-коричневі, поцятковані дрібними білими плямками. Першорядні і другорядні махові пера є дещо більш темними, поцятковані вузькими білуватими смугами. Хвіст сірувато-коричневий, на хвості є 5-6 горизонтальних білуватих смуг. Горло світло-коричневе або білувато-коричневе, поцятковане сірувато-коричневими вертикальними смугами. Нижня частина тіла кремова, поцяткована помітними коричнюватими вертикальними смужками, відтінок і інтенсивність яких є індивідуальними для кожного птаха. Очі жовті. Дзьоб темно-роговий або чорнуватий, восковиця сіра. Лапи оперені. 
Голос — подвійне ухання, дуже схоже на гавкіт пса. Птахи часто кричать дуетом, причому у самців голос більш низький, ніж у самиць. Також іноді можна почути ряд інших звків, які схожі на гарчання, вий або крики. Молоді птахи, вимагаючи їжу, видають щебет, схожий на стрекотіння комах.

## Підвиди
Виділяють п'ять підвидів:
- N. c. rufostrigata (Gray, GR, 1861) — північні Молуккські острови (Хальмахера, Моротай[en], Бачан і Обі[en]);
- N. c. remigialis Stresemann, 1930 — острів Кай-Бесар[en];
- N. c. assimilis Salvadori & D'Albertis, 1875 — північний схід, південний схід і південь Нової Гвінеї, острови Манам[en], Каркар і Дару;
- N. c. peninsularis Salvadori, 1876 — захід і північ Австралії (від заходу Західної Австралії до півострова Кейп-Йорк), острови Торресової протоки;
- N. c. connivens (Latham, 1801) — південний захд, схід і південний схід Австралії.

Підвид N. c. remigialis раніше відносили до австралійської сови-голконога, однак у 2022 році він був переведений до N. connivens. Це маловідомий підвид був описаний у 1930 році за заразком, зібраним у 1909 році. Пізніше він спостерігався у 1998 і 2010 роках.

## Поширення і екологія
Плямисті сови-голконоги мешкають в Австралії, Індонезії і Папуа Новій Гвінеї. Вони живуть в тропічних і субтропічних лісах і лісових масивах, зокрема в галерейних лісах, часто поблизу річок і боліт, на висоті до 1000 м над рівнем моря. Вони уникають посушливих районів і місць, де немає високих дерев. На Новій Гвінеї ці птахи переважно зустрічаються в низовинах, на острові Каркар спостерігалися на висоті 1040 м над рівнем моря. Трапляються поблизу людських поселень.
Плямисті сови-голконоги ведуть присмерковий і нічний спосіб життя, однак в похмурі зимові дні можуть полювати і вдень. Зустрічаються територіальними парами, займають територію протягом всього року. На цій території є місця для відпочинку і сну, які птахи спостійно відвідують. 
Раціон плямистих сов-голконогів складається з невеликих ссавців і птахів, а також з великих комах та інших безхребетних. На півдні Австралії частою здобиччю цих птахів стають інтродуковані кролики. Птахи, на яких полюють сови, можуть бути відносно великими, як наприклад, великі сорочиці і австралійські білоноги. Здобич, яку птахи не можуть проковтнути, вони розривають дзьобом. Часто вони ловлять рукокрилих і комах в польоті.
Сезон розмноження у плямистих сов-голконогів на півночі Австралії триває з липня по вересень, а на півдні Австралії з серпня по жовтень. Вони гніздяться в дуплах дерев, на висоті 5-10 м над землею. Там, де немає доступних дерев з дуплами, плямисті сови-голконоги іноді можуть гніздитися в тріщинах серед скель або навіть в норах кролів. В кладці 2-3 білуватих яйця розміром 48×38, які відкладаються з інтервалом у 2-3 дні. Насиджують лише самиці. Інкубаційний період триває 36 днів. Пташенята при народженні покриті білим пухом. Вони покидають гніздо у віці 5-6 тижнів, однак батьки продовжують піклуватися про них ще деякий час. Птахи набувають статевої зрілості у віці одного року.

## Збереження
МСОП загалом класифікує цей вид як такий, що не потребує особливих заходів зі збереження, однак австралійський уряд класифікує стан збереження плямистої сови-голконога як близький до загрозливого. Їм може загрожувати знищення природного середовища.